# Souobenoi
Souobenoi, Słoweni (gr. Σουοβενοι) – według Ptolemeusza (rok ok. 150 n.e.) plemię zamieszkujące nad Wołgą (łac. Rha). Zapis ou oznacza fonetycznie głoskę zbliżoną w wymowie do angielskiego w, zaś greckie β może być czytane jako b.  Stąd nazwę tę należy wymawiać jako Słobenoi (w zapisie fonetycznym [swobεnoɪ]).
Istnieje hipoteza utożsamiająca to plemię ze Słowianami, poparta podobieństwem do najstarszej nazwy Słowian *Słoveni. Dodatkową uwagę zwraca nietypowa dla nazw plemion słowiańskich końcówka eni. W świetle rozwoju języków słowiańskich jest jednak niemożliwa, jako że wałczenie, polegające na wykształceniu się wymowy [w] w miejscu [ɫ] miało miejsce w języku polskim dopiero od XVI wieku.